# ICTV
«ICTV» (англ. International Commercial TeleVision — «Міжнародна комерційна телерадіокомпанія») — загальноукраїнський телеканал. Входить до медіахолдингу «Starlight Media».

## Історія
Телекомпанія «ICTV», що належала українському державному концерну РРТ та американській приватній корпорації Story First Communications, була заснована 1991 року. Програми каналу вперше вийшли в етер 15 червня 1992 року. Взявши курс на розважальні програми, «ICTV» першим серед українських каналів опанував методику перекладу й озвучення закордонних кінострічок.
17 вересня 1995 року в етер телеканалу вперше вийшла програма «Територія А», створена продюсером Олександром Бригинцем. Ведучою програми була Анжеліка Рудницька. 17 вересня 2000 року відбувся останній вихід програми в етер телеканалу.
1996 року «ICTV», посівши третє місце в рейтингу українських телеканалів, почав програвати конкурентам. Разом з тим Story First втратила інтерес до свого українського проєкту, і у вересні 2000 року телеканал був проданий підприємству з іноземними інвестиціями «Роял Капітал», ТОВ «Центральний московський депозитарій» (Росія), дочірнім підприємствам «Промідія», «Агентство інформаційних технологій» та «Інтерпайп». Із серпня 2000 року Олександр Богуцький став генеральним директором «ICTV».
18 вересня 2000 року в етер вийшов перший випуск новин «Факти».
Зі зміною акціонерів, «ICTV» якісно змінив формат і збільшив зону мовлення. 1 липня 2001 року телеканал розпочав цілодобове супутникове мовлення із супутника «Сіріус-2». У тому ж році «ICTV» отримав нову ліцензію на право мовлення на території України терміном на 10 років. 30 листопада 2001 року канал розпочав цілодобове мовлення щоп'ятниці та щосуботи.
14 жовтня 2002 року телеканал остаточно перейшов на цілодобове мовлення.
2008 року всі 100 % акцій телеканалу були консолідовані в ТОВ «ТБ-Холдинг».
11 листопада 2009 року «ICTV» увійшов до медіахолдингу «Starlight Media», до якого увійшли також телеканали «Новий канал», «СТБ», «ОЦЕ ТБ», «M1», «М2».
У березні 2014 року «ICTV» припинив мовлення в Криму та Севастополі, а з липня того ж року — частково на Донбасі.
1 червня 2015 року телеканал «ICTV» почав мовити в широкоекранному форматі 16:9.
22 вересня 2017 року до свого 25-річчя телеканал оновив слоган, логотип та етерну графіку.
13 січня 2020 року «ICTV» почав мовлення у форматі HD.
Через російське вторгнення в Україну з 24 лютого 2022 року телеканал цілодобово транслює інформаційний марафон «Єдині новини». До 14 червня 2024 року в етері була відсутня реклама.
8 квітня 2024 року Міністерство культури та інформаційної політики України надало каналу разом з іншими учасниками «Єдиних новин» статус критично важливого. Таким чином його працівники можуть бути заброньовані від мобілізації.

## Структура власності
Власником ТОВ «ТВ-Холдинг» є компанія ТОВ «СТАРЛАЙТ МЕДІА», кінцевими бенефіціарами якої є Віктор, Олена, Марія, Роман і Катерина Пінчуки.

## Аудиторія каналу
Телеканал володіє однією з найбільших недержавних мереж етерного мовлення в Україні. «ICTV» мовить в усіх містах з населенням понад 50 тис. осіб, охоплюючи 95 % населення України, а це майже 41 мільйон людей. Найбільше охоплення потенційної аудиторії в Києві, центральному, північному та західному регіонах України[джерело?].
Основу аудиторії каналу становлять глядачі від 18 до 60 років. Серед ядра аудиторії каналу люди віком 25-55 років у містах з населенням від 50 тис. У 2015 році частка телеканалу складала 7,26 %, у 2016 — 7,56 %, у 2017 — 8,92 %, у 2018 — 9,69 %, у 2019 — 10,44 %, у 2020 — 9,95 %.
За результатами 2021 року у містах з населенням від 50 тис. частка телеканалу склала 9,4 %, через що телеканал посів 1-е місце серед телеканалів за даною авдиторією.

## Наповнення етеру

### Інформаційні програми
- «Факти»
- «Факти. Спорт»
- «Факти тижня. 100 хвилин»
- «Свобода слова»
- «Теорія змови»
- «Надзвичайні новини»
- «Громадянська оборона»
- «Секретний фронт»
- «Антизомбі»

### Розважальні програми
- «Дизель Шоу»
- «Ранок у великому місті»
- «Анекдоти по-українськи»
- «Хто хоче стати мільйонером?»
- Особливості національної роботи

### Спецпроєкти
«ICTV» створив цикл оригінальних документальних фільмів в рамках наступних спецпроєктів, показували різні сторони 2014 року для України:
- «Революція гідності»
- «Правий сектор. Радикальний синдром»
- «(Не)прихована війна»
- «Україна–2041»
- «Перша вітчизняна. Другий фронт»
- «Братство Червоного Хреста»
- «Спецназ. Повернутися живим»
- «Нові лідери»
- «Томос для України»

Крім того, «ICTV» готує спеціальні проєкти, такі як: прямий етер із Президентом України, ексклюзивні трансляції міжнародних форумів та інших всесвітньо важливих подій. Документальні розслідування з різних куточків світу (Бермудський трикутник, Чилі, Аргентина, Пуерто-Рико, Кенія, Сомалі, Афганістан, Таїланд, Японія та ін.) стали своєрідною візитівкою Костянтина Стогнія. Також «Надзвичайні новини» п'ять днів на тиждень надають глядачам актуальну інформацію під гаслом «Попереджений — значить озброєний».

### Серіали
Повністю україномовні
- «Богун. Адвокатські розслідування» (2010)
- «Копи на роботі» (2018)
- «В полоні у перевертня» (2019)
- «Вижити за будь-яку ціну» (2019—донині)
- «Дільничний з ДВРЗ» (2020)
- «Коп з минулого» (2020)
- «Козаки. Абсолютно брехлива історія» (2020)
- «Доброволець» (2020)
- «Найкращий сищик» (2021)
- «Морська поліція. Чорноморськ» (2022)

Переважно україномовні (основна мова українська, але також присутня російська мова та/або суржик)
- «Леся+Рома» (2005—2008)
- «Марк+Наталка» (2018)
- «Кіборги» (2019)
- «Юрчишини» (2019—донині)

Російськомовні
- «Нюхач» (2013—2022)
- «Бомба» (телесеріал) (2013)
- «Код унікальності» (2014—2015)
- «Пес» (2015—2022)
- «Відділ 44» (2015)
- «Код Костянтина» (2015)
- «Слідчі» (2015)
- «Патруль Самооборона» (2015)
- «Ніконов і Ко» (2015)
- «Володимирська, 15» (2015)
- «На трьох» (2015—донині)
- «Прокурори» (2015)
- «Пацики» (2016)
- «Поганий хороший коп» (2016)
- «Майор і магія» (2016)
- «Невиправні» (2016—2017)
- «Кримінолог» (2016)
- «Великі авантюристи» (2016)
- «Конвой» (2017)
- «Менталіст» (2018)
- «Папаньки» (2018)
- «Обдури себе» (2018)
- «Один у полі воїн» (2018)
- «Правило бою» (2018)
- «Пес. Новорічне диво» (2018)
- «Розтин покаже» (2019)
- «Танк» (2019)
- «Фантом» (2019)
- «Перевірка на міцність» (2019)
- «В полоні у перевертня» (2019)
- «Контакт» (2019)
- «Схованки» (2019)
- «Закляті друзі» (2020)
- «Таємні двері» (2020)
- «Перший хлопець на селі» (2021)
- «Брюс» (2021)

### Іноземні серіали
- Альф
- Наша Russia
- Доктор Хаус
- Фізрук
- NCIS: Лос-Анджелес
- Друзі
- Єралаш
- Закон і порядок
- Закон і порядок: Спеціальний корпус
- Доктор Хто
- Містер Гутен і леді
- Клініка
- Комісар Рекс
- Мисливці за реліквіями

### Мультсеріали
- Гей, Арнольде!
- Сучасне Роккове життя
- Справжні монстри
- Джинджер
- Скубі-Ду
- Трансформери — Генерація 1
- Русалонька
- Американський тато!
- Шоу Рена та Стімпі
- Том і Джеррі: Малі бешкетники
- Качині історії (рос.)
- Невгамовні
- Луні Тюнз Шоу
- Губка Боб Квадратні Штани

## Логотип
Телеканал змінив 6 логотипів. Нинішній — 7-й за ліком. Знаходиться у лівому верхньому куті. З 22 вересня 2017 року логотип зникає при показі анонсів. З 2000 року відмінною особливістю каналу є помаранчевий колір.
| Логотип | Опис |
| ------- | --- |
|         | З 15 червня 1992 до 27 серпня 1995 року логотипом каналу був напис «ICTV» жовтого кольору. Знаходився у лівому верхньому куті. |
|         | З 28 серпня 1995 до 17 вересня 2000 року логотипом каналу була синьо-жовта зірка. Знаходився там само. |
|         | З 18 вересня 2000 до 31 серпня 2003 року логотип каналу був у вигляді жовтої зірки, під якою була помаранчева смуга. |
|         | З 1 вересня 2003 до 13 листопада 2005 року логотип каналу був у вигляді помаранчевої зірки та після неї напис «ICTV», а помаранчева смуга зникла з-під зірки. |
|         | З 14 листопада 2005 до 31 серпня 2015 року логотип використовувався той же, тільки напис «ICTV» зменшився і знаходився під зіркою. |
|         | З 1 вересня 2015 до 21 вересня 2017 року логотип був дуже схожий на четвертий, але слово «ICTV» мало змінений шрифт. |
|         | З 22 вересня 2017 року і дотепер логотипом є випукла помаранчева зірка, праворуч якої напис «ICTV», розмір якого зменшився приблизно удвічі. З 13 січня 2020 року логотип дещо збільшився. Після початку повномасштабного російського вторгнення в Україну з 24 лютого до 5 липня 2022 року поруч з логотипом був маленький прапор України з білим написом «МИ СИЛЬНІ». |
|         | Використовується в анонсах та заставках, а також на офіційному сайті та у ЗМІ. |

## Ведучі

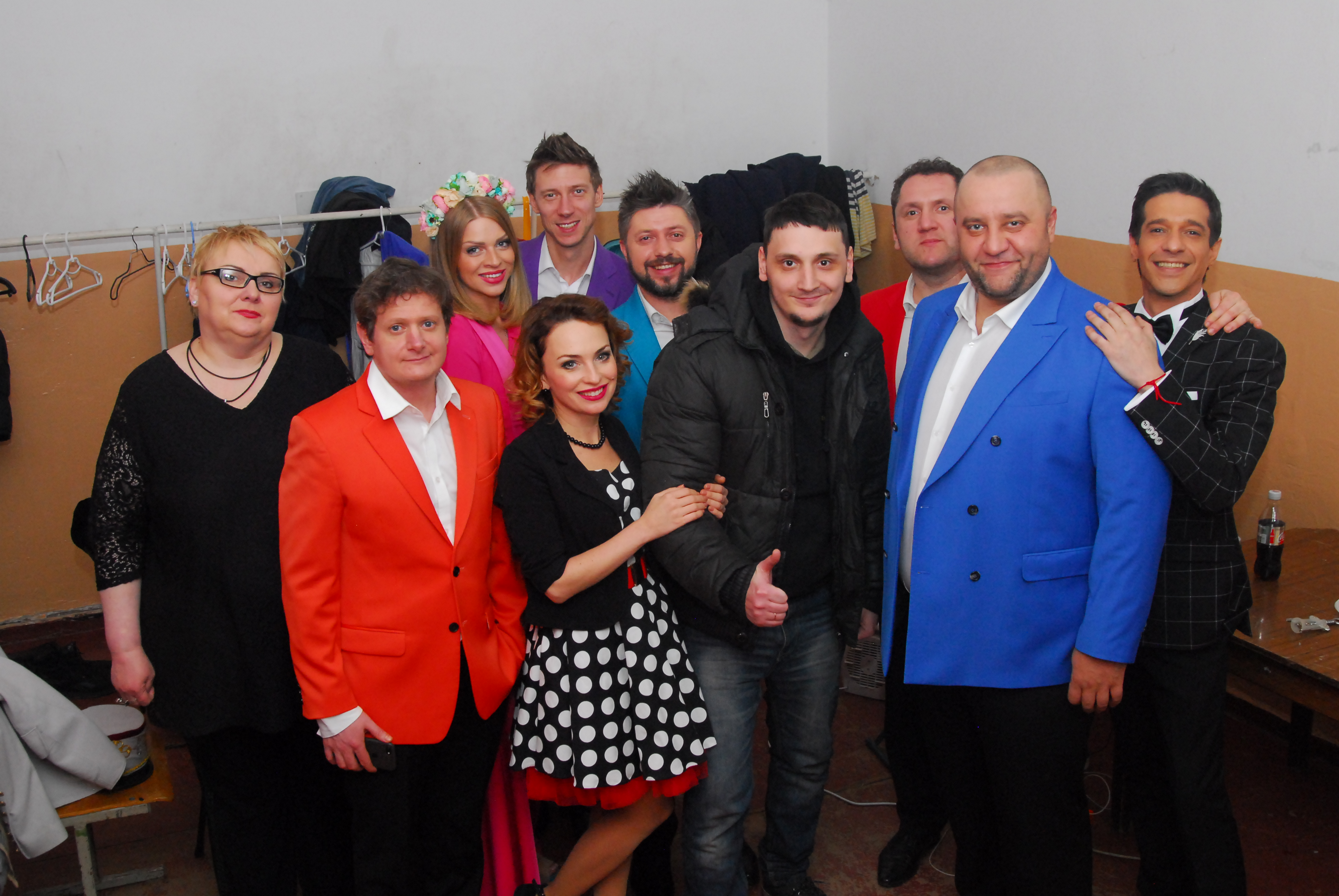
Dizel Studio

- Олена Фроляк
- Оксана Соколова
- Вадим Карп'як
- Костянтин Стогній
- Інна Шевченко
- Петро Дем'янчук
- Катерина Тарута
- Юлія Сеник
- Оксана Гутцайт
- Андрій Ковальський
- В'ячеслав Цимбалюк
- Павло Казарін
- Юлія Зорій
- Антон Равицький
- Микола Луценко
- Вікторія Сеник
- Роман Бочкала
- Юлія Панкова
- Олександр Ільїних
- Вікторія Булітко
- Яна Глущенко
- Єгор Крутоголов
- Євген Гашенко
- Олег Іваниця
- Олександр Бережок
- Руслан Ханумак
- Андрій Зрожевський
- Сергій Чернишов
- Тетяна Шеліга
- Олексій Душка

## Нагороди
- 2003 — Телетріумф в номінації «Телевізійний дизайн».
- 2013 — Телетріумф в номінації «Телевізійний дизайн (ID) каналу».
- 2017 — Премію «Високі стандарти журналістики» отримав Павло Казарін, ведучий програми «Ранок у Великому Місті»[14].

## Критика
З 2014 року телеканал «ICTV» критикують через трансляцію на ньому російських серіалів. За результатами моніторингів активістів кампанії «Бойкот російського кіно», у вересні на телеканалі демонстрували 7 год 40 хв російського контенту на добу.
Водночас, за даними активістів, 2014 року на «ICTV» показували чи не найбільше серіалів про російських силовиків.
Крім того, активісти оприлюднили дані, відповідно до яких на кінець вересня 2014 року на телеканалі «ICTV» частка російськомовного контенту складала близько 45 %. (За іншими даними — 43 %)
Крім того, 2005 року упереджено висвітлював кількаденний мітинг проти «захоплення» Нікопольського феросплавного заводу державою (про рішення суду щодо віддачі незаконно приватизованого Віктором Пінчуком заводу, в інтересах власника ICTV Віктора Пінчука). За версією «ICTV», це був мітинг «захисників заводу», що називають «Новим Майданом»[джерело?].
17 березня 2020 року телеканал показував звернення Президента України Володимира Зеленського про поширення коронавірусу в Україні з помилками в титрах, які були взяті із серіалу «Нюхач-4», який перервали. На «ICTV» за це вибачились, а в соцмережах цьому присвятили меми.

## Мовлення

### Супутникове мовлення
| Супутник          | Стандарт | Частота, МГц | Швидкість | Поляризація       | FEC | Формат зображення | Кодування |
| ----------------- | -------- | ------------ | --------- | ----------------- | --- | ----------------- | --------- |
| Astra 4A (4.8°E)  | DVB-S2   | 12073        | 30000     | горизонтальна (H) | 2/3 | MPEG-4            | FTA       |
| Astra 3C (23.5°E) | DVB-S2   | 12285        | 30000     | вертикальна (V)   | 2/3 | MPEG-4            | FTA       |

### Етерне цифрове мовлення
| Канал | Мультиплекс | Стандарт | EPG | Формат мовлення |
| ----- | ----------- | -------- | --- | --------------- |
| 5     | MX-1        | DVB-T2   | Ні  | SD 576i 16:9    |

### Аналогове мовлення
- 24 ТВК — Покровськ
- 29 ТВК — Краматорськ
- 31 ТВК — Костянтинівка